# Gilad Bloom

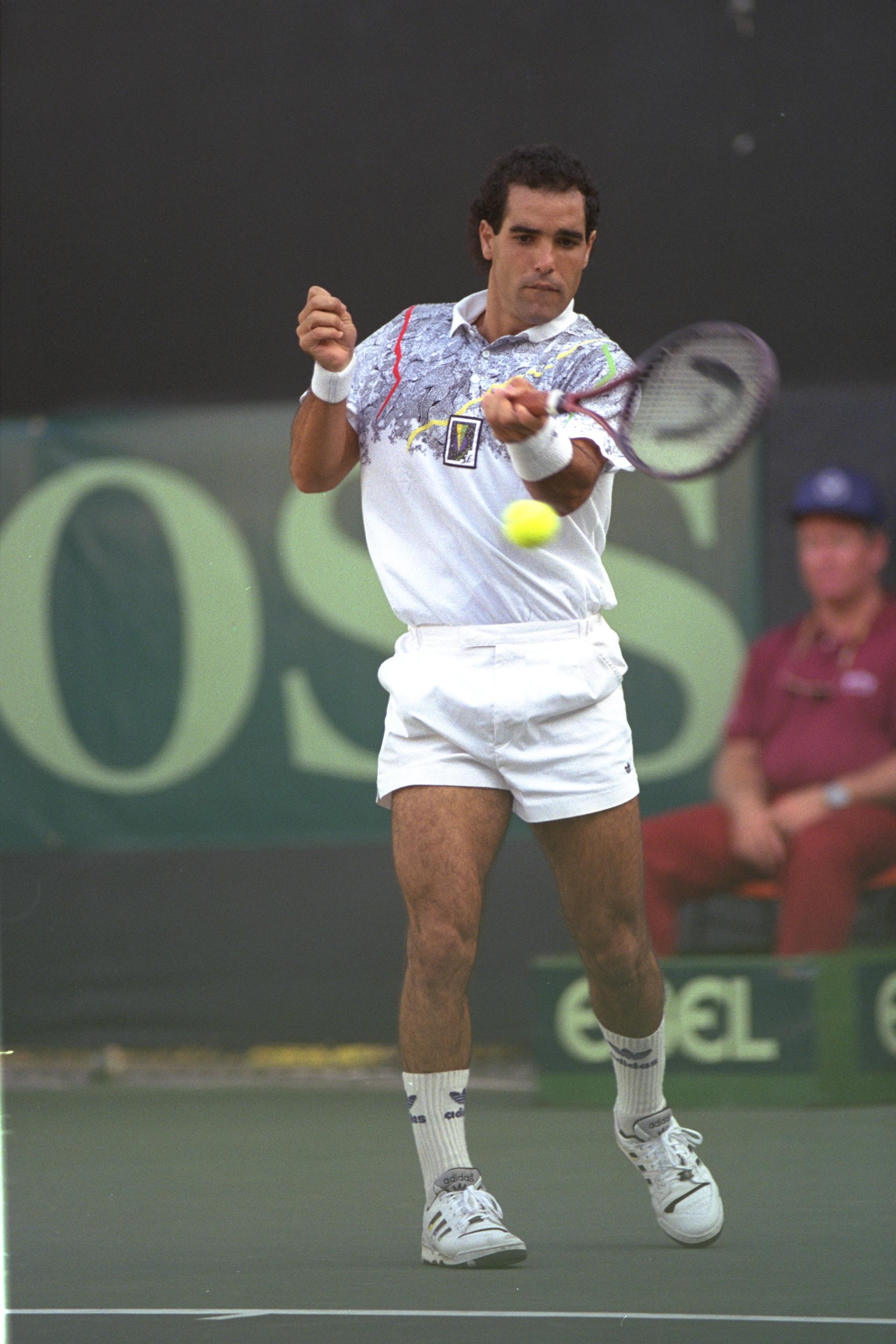

Gilad Bloom (nacido el 1 de marzo de 1967, en Tel Aviv, Israel) es un ex tenista profesional de Israel.
Bloom entró al profesionalismo en 1986. Durante su carrera ganó cuatro torneos en la modalidad de dobles (en Tel Aviv y São Paulo en 1987 y en Seúl y Umag en 1991). También fue finalista en tres torneos de alto nivel en la modalidad de individuales (Tel Aviv en 1989, Mánchester en 1990 y Singapur en 1991). Su mejor actuación en un torneo de Grand Slam fue en el Abierto de Estados Unidos de 1990, donde alcanzó la cuarta ronda en la cual fue derrotado por Ivan Lendl. El mejor puesto en el ranking de la ATP de Bloom fue N.º 61 en individuales (en 1990) y N.º 62 en dobles (en 1992). Se retiró del profesionalismo en 1995.
Bloom representó los Juegos Olímpicos de 1988 y 1992. También jugó la Copa Davis para Israel entre 1986 y 1995. Ayudó a Israel a clasificar en 1994 al Grupo Mundial de la Copa Davis, ganando el partido clasificatorio en el partido frente al suizo Jakob Hlasek.

## Como entrenador
Desde su retiro del tour, Bloom ha jugado en eventos seniors y ha trabajado como entrenador de tenis. En 1995 fue entrenador en el Israel Tennis Centers, entrenando a juniors.
Actualmente entre en la Academia de Tenis de John McEnroe en Randall's Island en la ciudad de Nueva York.